# Stanislav Dietz
Stanislav Dietz [stanislav dítc] (* 10. září 1990 Písek) je český hokejový obránce a reprezentant, hráč německého mužstva Iserlohn Roosters v nejvyšší soutěži DEL.

## Hráčská kariéra
Svoji hokejovou kariéru začal v klubu IHC Písek, odkud se v dorostu přesunul do českobudějovického týmu HC Mountfield. V sezoně 2008/09 si odbyl premiéru v A-mužstvu v extralize, ale nadále nastupoval i za juniorku. V dalších letech působil také na hostování či střídavých startech v Písku, kterému v roce 2010 pomohl k postupu do druhé nejvyšší soutěže. Před ročníkem 2011/12 odešel hostoval do Horácké Slavie Třebíč z první ligy. V roce 2013 odešel do nově vzniklého extraligového klubu Mountfield HK z Hradce Králové, kam se tehdy přesunul celý českobudějovický tým. Následně jej však Hradec poslal obratem na hostování zpět do Třebíče. V sezoně 2014/15 nastupoval za Hradec Králové a formou střídavých startů rovněž pomáhal tehdy prvoligovému Salithu Šumperk. Na konci roku 2016 se s královéhradeckým mužstvem představil na přestižním Spenglerově poháru, kde byl klub nalosován do Torrianiho skupiny společně s celky HC Lugano (Švýcarsko) a Avtomobilist Jekatěrinburg (Rusko) a skončil v základní skupině na druhém místě. Ve čtvrtfinále poté vypadl po prohře 1:5 nad evropským výběrem Kanady. V ročníku 2016/17 s týmem poprvé v jeho historii postoupil v nejvyšší soutěži do semifinále play-off, kde bylo mužstvo vyraženo pozdějším mistrem – Kometou Brno v poměru 2:4 na zápasy, ale Dietz společně se spoluhráči a trénery získal bronzovou medaili. V květnu 2017 v Hradci Králové skončil, jelikož byl nespokojený se svým herním vytížením a toužil změnit angažmá. Následně se domluvil na dvouleté smlouvě s Vervou Litvínov.

## Klubové statistiky
| Sezona    | Klub                     | Soutěž          | Základní část | Základní část | Základní část | Základní část | Základní část | Play off | Play off | Play off | Play off | Play off |
| Sezona    | Klub                     | Soutěž          | Z             | G             | A             | B             | TM            | Z        | G        | A        | B        | TM       |
| --------- | ------------------------ | --------------- | ------------- | ------------- | ------------- | ------------- | ------------- | -------- | -------- | -------- | -------- | -------- |
| 2008/2009 | HC Mountfield            | Česká extraliga | —             | —             | —             | —             | —             | —        | —        | —        | —        | —        |
| 2009/2010 | IHC KOMTERM Písek        | 0 2. česká liga | 22            | 01            | 04            | 05            | 16            | 09       | 0        | 01       | 01       | 0        |
| 2010/2011 | IHC KOMTERM Písek        | 0 1. česká liga | 01            | 0             | 0             | 0             | 0             | —        | —        | —        | —        | —        |
| 2011/2012 | SK Horácká Slavia Třebíč | 0 1. česká liga | 52            | 02            | 05            | 07            | 24            | 04       | 0        | 0        | 0        | 04       |
| 2012/2013 | SK Horácká Slavia Třebíč | 0 1. česká liga | 31            | 0             | 05            | 05            | 12            | 06       | 0        | 02       | 02       | 02       |
|           | HC Mountfield            | Česká extraliga | 09            | 0             | 0             | 0             | 02            | —        | —        | —        | —        | —        |
| 2013/2014 | SK Horácká Slavia Třebíč | 0 1. česká liga | 52            | 01            | 08            | 09            | 30            | 09       | 0        | 0        | 0        | 08       |
| 2014/2015 | Mountfield HK            | Česká extraliga | 35            | 02            | 01            | 03            | 18            | 04       | 0        | 0        | 0        | 04       |
|           | Salith Šumperk           | 0 1. česká liga | 08            | 0             | 0             | 0             | 04            | —        | —        | —        | —        | —        |
| 2015/2016 | Mountfield HK            | Česká extraliga | 50            | 02            | 03            | 05            | 26            | 06       | 02       | 02       | 04       | 0        |
| 2016/2017 | Mountfield HK            | Česká extraliga | 49            | 04            | 15            | 19            | 26            | 11       | 0        | 0        | 0        | 20       |
| 2017/2018 | HC Verva Litvínov        | Česká extraliga |               |               |               |               |               |          |          |          |          |          |
| 2017/2018 | Piráti Chomutov          | Česká extraliga |               |               |               |               |               |          |          |          |          |          |